# Le Puy-Notre-Dame
Pour les articles homonymes, voir Le Puy.
 (août 2023).
Si vous disposez d'ouvrages ou d'articles de référence ou si vous connaissez des sites web de qualité traitant du thème abordé ici, merci de compléter l'article en donnant les références utiles à sa vérifiabilité et en les liant à la section « Notes et références ».
Le Puy-Notre-Dame est une commune française située dans le département de Maine-et-Loire, en région Pays de la Loire.

## Géographie

### Localisation
Commune située au sud du département dans le Saumurois, à la limite des Deux-Sèvres dont elle est séparée par un ruisseau au sud et à l'est par le Thouet, Montreuil-Bellay se trouve à six kilomètres, Doué-la-Fontaine et Thouars à douze kilomètres, la ville de Saumur à vingt-trois kilomètres.
Une forte majorité de la population se situe dans le bourg, environ un millier, le reste se répartissant dans les villages attenant de Sanziers, Chavannes et Cix.
La superficie de la commune est de 1 604 hectares dont 540 de vignes, le reste étant en cultures céréalières.
De nombreuses galeries souterraines créées par l’extraction du tuffeau et du falun utilisés comme matériau de construction, s’étendent dans le sous-sol du Puy-Notre-Dame et même au-delà (de Saumur à Doué-la-Fontaine).
Certaines de ces galeries ont servi d’habitations appelées troglodytes et d’autres, grâce à une température constante, servent encore à la conservation des vins et à la culture du champignon de Paris et autres espèces.
La commune est classée parmi lesvillages de charme du département de Maine-et-Loire.

### Climat
Pour des articles plus généraux, voir Climat des Pays de la Loire et Climat de Maine-et-Loire.
En 2010, le climat de la commune est de type climat océanique altéré, selon une étude du CNRS s'appuyant sur une série de données couvrant la période 1971-2000. En 2020, Météo-France publie une typologie des climats de la France métropolitaine dans laquelle la commune est dans une zone de transition entre le climat océanique et le climat océanique altéré et est dans la région climatique Moyenne vallée de la Loire, caractérisée par une bonne insolation (1 850 h/an) et un été peu pluvieux.
Pour la période 1971-2000, la température annuelle moyenne est de 11,6 °C, avec une amplitude thermique annuelle de 14,4 °C. Le cumul annuel moyen de précipitations est de 658 mm, avec 11,5 jours de précipitations en janvier et 6 jours en juillet. Pour la période 1991-2020, la température moyenne annuelle observée sur la station météorologique de Météo-France la plus proche, « Mont-Bellay-Inra », sur la commune de Montreuil-Bellay à 6 km à vol d'oiseau, est de 12,8 °C et le cumul annuel moyen de précipitations est de 616,3 mm,. Pour l'avenir, les paramètres climatiques de la commune estimés pour 2050 selon différents scénarios d'émission de gaz à effet de serre sont consultables sur un site dédié publié par Météo-France en novembre 2022.

## Urbanisme

### Typologie
Au 1er janvier 2024, Le Puy-Notre-Dame est catégorisée bourg rural, selon la nouvelle grille communale de densité à sept niveaux définie par l'Insee en 2022.
Elle est située hors unité urbaine. Par ailleurs la commune fait partie de l'aire d'attraction de Doué-en-Anjou, dont elle est une commune de la couronne,. Cette aire, qui regroupe 7 communes, est catégorisée dans les aires de moins de 50 000 habitants,.

### Occupation des sols
L'occupation des sols de la commune, telle qu'elle ressort de la base de données européenne d’occupation biophysique des sols Corine Land Cover (CLC), est marquée par l'importance des territoires agricoles (93,8 % en 2018), une proportion sensiblement équivalente à celle de 1990 (94,6 %). La répartition détaillée en 2018 est la suivante : 
terres arables (32,6 %), cultures permanentes (27,7 %), zones agricoles hétérogènes (26,5 %), prairies (6,9 %), zones urbanisées (6,2 %). L'évolution de l’occupation des sols de la commune et de ses infrastructures peut être observée sur les différentes représentations cartographiques du territoire : la carte de Cassini (XVIIIe siècle), la carte d'état-major (1820-1866) et les cartes ou photos aériennes de l'IGN pour la période actuelle (1950 à aujourd'hui).

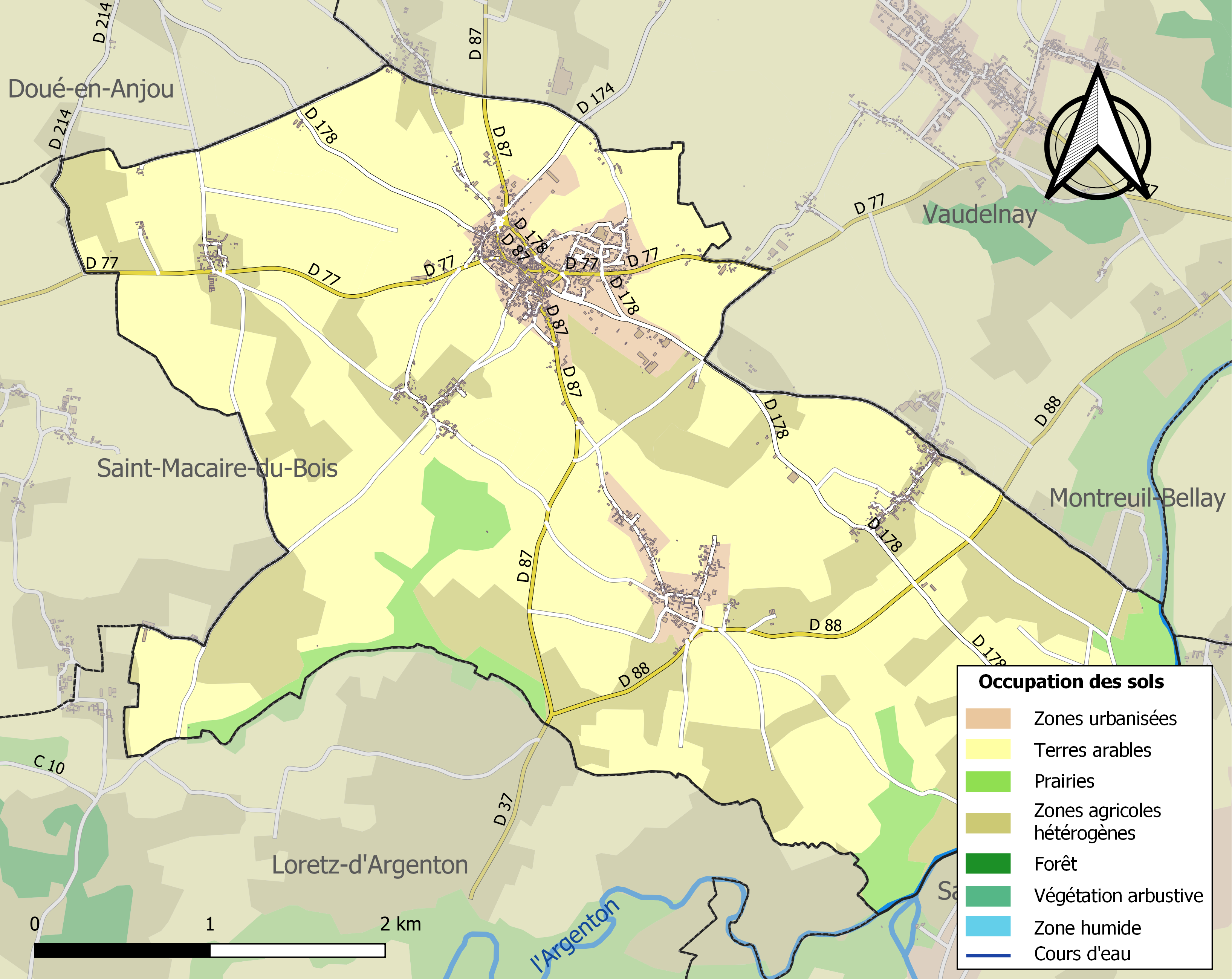
Carte des infrastructures et de l'occupation des sols de la commune en 2018 (CLC).

## Toponymie et héraldique

### Toponymie
Le nom Puy vient du latin podium pouvant se traduire par éminence ou petite butte.

### Héraldique
| Blason de Le Puy-Notre-Dame | Blason  | D'or, à une Notre-Dame de carnation vêtue d'azur et de gueules, tenant dans ses bras l'enfant Jésus de la carnation. |
| Blason de Le Puy-Notre-Dame | Détails | |

## Histoire

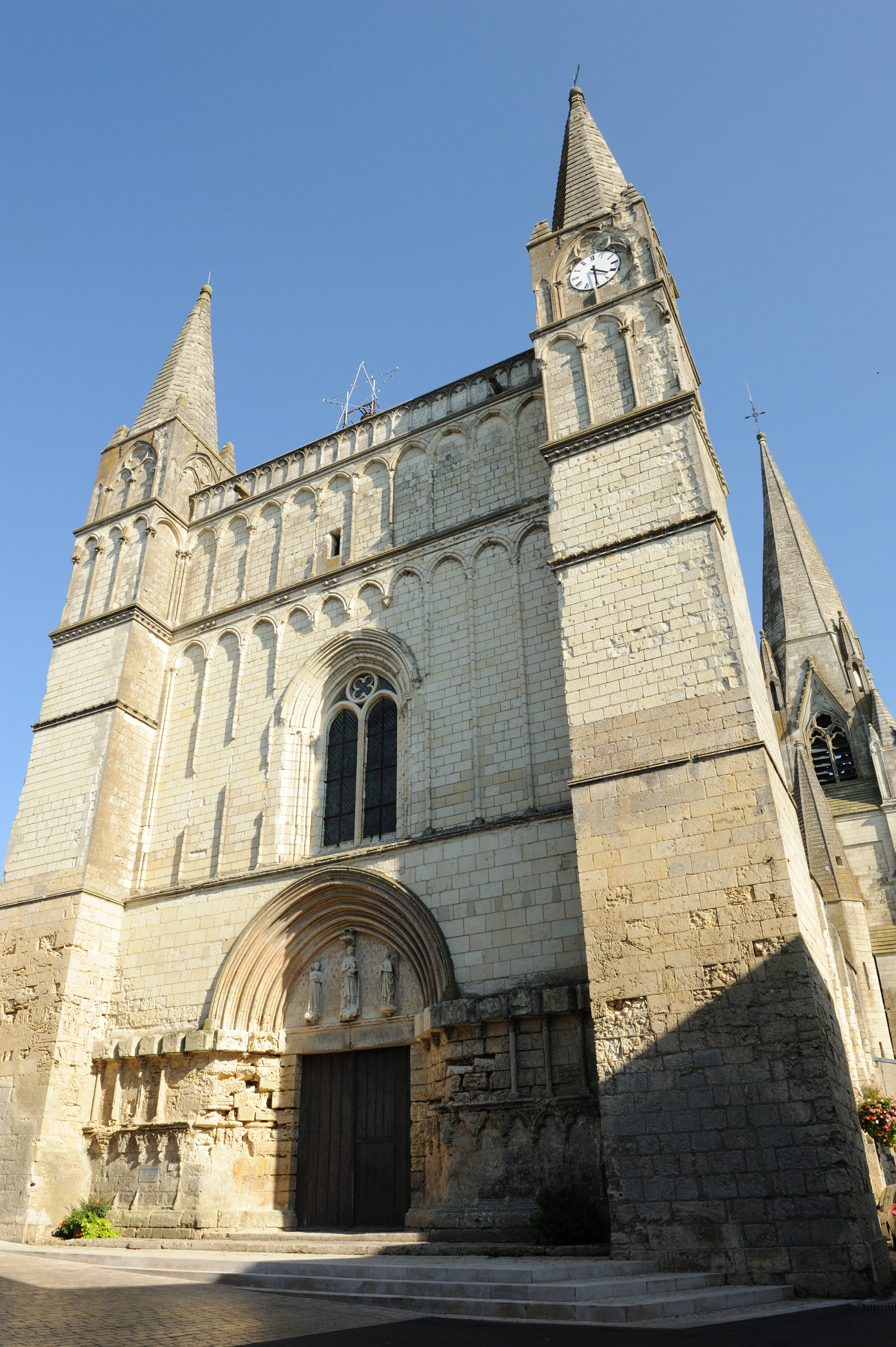
Façade de l'église.

### Préhistoire et Antiquité
Présence protohistorique.

### Moyen Âge
Au XIe siècle, une église romane dédiée à Marie avait été érigée sur une colline d’un peu plus de 100 m de hauteur, la « Colline de Marie » (ecclesia beatae Mariae de Podio).
Vers 1100, Guillaume IX, duc d'Aquitaine, au retour d’une croisade en Palestine y déposa un reliquaire de la Sainte Ceinture de la Vierge. Cette relique, (bande de tissu de soie et de lin, longue d’1,50 m) fit l’objet d’une grande dévotion et attira de nombreux pèlerins (coquille Saint-Jacques sculptée sur la façade d'une maison) et hauts dignitaires.
Saint Louis, Charles VII et Louis XI viennent successivement faire leurs dévotions. Anne de Bretagne l’utilisera pour le dauphin Charles. Anne d’Autriche la fera venir peu avant la naissance de Louis XIV (copie d’une lettre datée du 7 août 1638 détenue à l’église). Charles Louvet, maire de la ville de Saumur, écrivit à Napoléon III afin de proposer à l’impératrice Eugénie les bienfaits de la Sainte Ceinture pour la future naissance du prince Louis-Eugène.
En effet, on disait que cette relique possédait la vertu de favoriser la naissance d’enfant mâle, d’adoucir les souffrances des femmes enceintes et de faciliter les accouchements. À la fin du XIIe siècle, la  petite-fille de Guillaume IX, Aliénor d’Aquitaine, en hommage à la Sainte Vierge, fit commencer la construction de l'église Notre-Dame sur l'emplacement de la précédente.
Se pose alors une interrogation sur le pèlerinage effectué le 25 mars 1429 par Isabelle Romée, mère de sainte Jeanne d'Arc, au "Puy" : s'agit-il du Puy-en-Velay ou du Puy-Notre-Dame, sachant qu'ensuite elle rencontre sa fille le 6 avril à Chinon ? Le 25 mars de cette année était jour de Jubilé au Puy-en-Velay, mais "Passer par la cité mariale vellave représente un sérieux détour de pénitence, au Sud, compte tenu des moyens de transport de l'époque et des périls encourus" (professeur Roger Briand).

### Collégiale Notre-Dame
Cet édifice, commencé vers 1154 et achevé vers 1250, s'inspire du plan de la cathédrale de Poitiers ; il offre un mélange de style gothique poitevin  et angevin Plantagenêt : trois nefs à six travées, transept et abside à chevet rectangulaire. Il a été complété au XVe siècle par un haut clocher avec flèche de pierre et clochetons,  puis restauré au XIXe siècle par Charles Joly Leterme, (architecte connu pour ses nombreuses réalisations) et complété d’une salle désignée comme l’oratoire de Louis XI et d’une salle capitulaire (sacristie actuelle).
Ville close durant la guerre de Cent Ans et saccagée au XVIe siècle pendant les guerres de religion où fut détruite une grande partie de l'enceinte fortifiée, le Puy-Notre-Dame présente encore quelques vestiges de cette enceinte médiévale. Montreuil-Bellay reste la dernière ville close d'Anjou.
En 1478, Louis XI y créa un chapitre, qui donnera le nom de collégiale à l'église. Afin que des enfants de chœur soient formés, Louis XI créa également une psalette (maîtrise de l’église) avec un maître à leur tête. Le roi ordonna en janvier 1482, par lettres patentes, la fondation d'un corps et collége de gens de l'église séculiers.

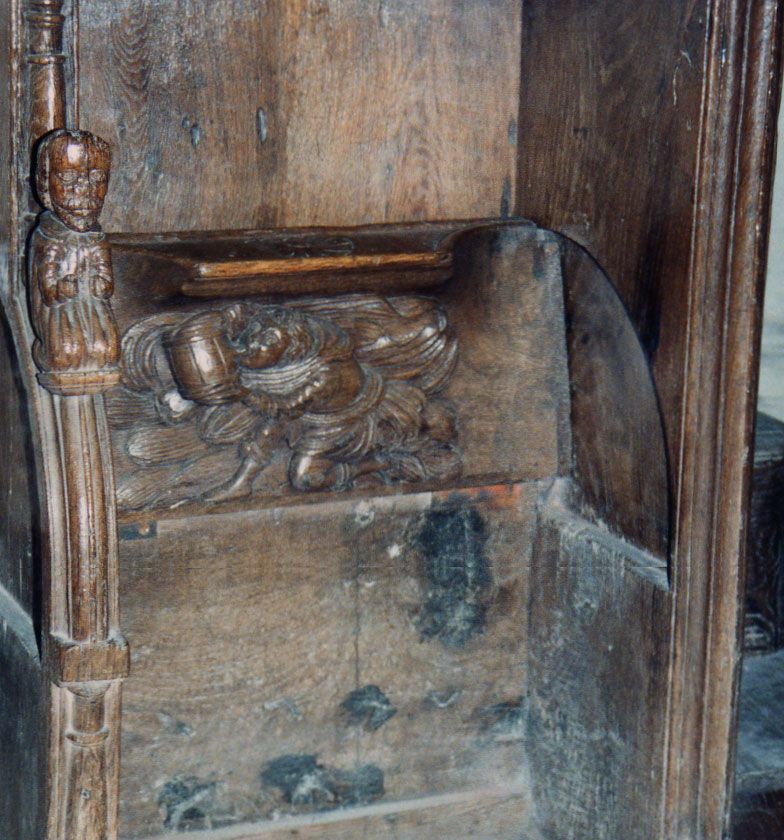
Détail d'une stalle et miséricorde La Régalade de moine.

Dans le chœur de la collégiale, on peut admirer des stalles magnifiquement sculptées en chêne massif du XVIe siècle servant de siège rabattable aux membres du clergé. La miséricorde était un appui discret quand le clergé était debout durant les offices.
On peut également admirer une huile de Jean Boucher peinte en 1621 représentant l’Assomption de la Vierge avec la transcription : JOANNES BOUCHER BITURT INVENIT ET FECIT 1620 OU 1621.

### Époque contemporaine
En 1793, Le Puy-Notre-Dame porte le nom de Puy-la-Montagne (nom révolutionnaire).
Vers 1880, le vignoble du Puy-Notre-Dame est dévasté par le phylloxéra réduisant à néant les espérances des vignerons. Les replantations s'effectuent au début du XXe siècle grâce à des plants plus résistants venus des États-Unis.
Quelques vignerons du Puy-Notre-Dame, Vaudelnay, Brossay et Saint-Macaire-du-Bois se sont regroupés en association et ont pris comme emblème la Régalade de Moine, motif stylisé d'un détail d'une stalle de la collégiale.

## Politique et administration

### Administration municipale
| Période                                  | Période                      | Identité                 | Étiquette      | Qualité     |
| ---------------------------------------- | ---------------------------- | ------------------------ | -------------- | ----------- |
| 1789                                     |                              | Pierre-Sébastien Roblain |                |             |
| an II, an III                            |                              | René Riolle              |                | cultivateur |
|                                          | frimaire an X (démission)    | Biteau                   |                |             |
| brumaire an X                            | an XI (démission)            | Félix Pelletier          |                |             |
| fructidor an XI                          |                              | Antoine-Joseph Gourdault |                |             |
| 2 janvier 1808                           | 1er février 1813 (démission) | Jean-René de Vielblanc   |                |             |
| 29 février 1813                          |                              | Jean Gueniveau           |                |             |
| 19 octobre 1814                          |                              | Thibault                 |                |             |
| 7 avril 1815                             |                              | A.-Jos. Gourdault        |                |             |
| 12 juillet 1815                          | 29 avril 1819 (décès)        | Thibault                 |                |             |
| 12 juillet 1819                          |                              | Joseph Abraham           |                |             |
| 2 février 1831                           |                              | Louis Leroy              |                |             |
| 25 février 1835                          |                              | Charles Gay              |                |             |
| 12 décembre 1843                         |                              | François Chevallier      |                |             |
| 25 mars 1848                             |                              | Charles Nau              |                |             |
| octobre 1870                             |                              | Louis Jouault            |                |             |
| mai 1871                                 | 8 octobre 1874 (décès)       | Charles Nau              |                |             |
| 11 décembre 1874                         | Jean-Mathurin Guyard         |                          |                |             |
| 1884                                     |                              | Falloux                  |                |             |
| 1888                                     |                              | Guyard-Falloux           |                |             |
| 1892                                     |                              | Camille Mondoux          |                |             |
| 1896                                     |                              | Boureau-Charpentier      |                |             |
| 1900                                     |                              | Boucher-Guyard           |                |             |
| 1908                                     |                              | Louis Boucher            |                |             |
| 1919                                     |                              | Boucher-Guyard           |                |             |
| 1925                                     |                              | Louis Boucher            |                |             |
| mai 1945                                 |                              | Joseph Izais             |                |             |
| mars 1971                                | 24 octobre 1989 (décès)      | Pierre Guyard            |                |             |
| décembre 1989                            | mars 2008                    | Dominique Monnier        |                |             |
| mars 2008                                | mars 2014                    | Jean-Luc Claeys          |                |             |
| mars 2014                                | mai 2020                     | Patrice Mouchard         |                |             |
| mai 2020                                 | En cours                     | Isabelle Isabellon       | sans étiquette | artiste     |
| Les données manquantes sont à compléter. |                              |                          |                |             |

### Intercommunalité
La commune est membre de la communauté d'agglomération Saumur Val de Loire.

## Population et société

### Démographie

#### Évolution démographique
L'évolution du nombre d'habitants est connue à travers les recensements de la population effectués dans la commune depuis 1793. Pour les communes de moins de 10 000 habitants, une enquête de recensement portant sur toute la population est réalisée tous les cinq ans, les populations de référence des années intermédiaires étant quant à elles estimées par interpolation ou extrapolation. Pour la commune, le premier recensement exhaustif entrant dans le cadre du nouveau dispositif a été réalisé en 2006.

En 2022, la commune comptait 1 089 habitants, en évolution de −8,72 % par rapport à 2016 (Maine-et-Loire : +2,12 %, France hors Mayotte : +2,11 %).
| 1793  | 1800  | 1806  | 1821  | 1831  | 1836  | 1841  | 1846  | 1851  |
| ----- | ----- | ----- | ----- | ----- | ----- | ----- | ----- | ----- |
| 1 700 | 1 616 | 1 640 | 1 591 | 1 623 | 1 591 | 1 556 | 1 506 | 1 530 |

| 1856  | 1861  | 1866  | 1872  | 1876  | 1881  | 1886  | 1891  | 1896  |
| ----- | ----- | ----- | ----- | ----- | ----- | ----- | ----- | ----- |
| 1 481 | 1 528 | 1 551 | 1 506 | 1 535 | 1 530 | 1 588 | 1 540 | 1 386 |

| 1901  | 1906  | 1911  | 1921  | 1926  | 1931  | 1936  | 1946  | 1954  |
| ----- | ----- | ----- | ----- | ----- | ----- | ----- | ----- | ----- |
| 1 467 | 1 539 | 1 507 | 1 312 | 1 338 | 1 275 | 1 264 | 1 268 | 1 388 |

| 1962  | 1968  | 1975  | 1982  | 1990  | 1999  | 2006  | 2011  | 2016  |
| ----- | ----- | ----- | ----- | ----- | ----- | ----- | ----- | ----- |
| 1 542 | 1 639 | 1 500 | 1 472 | 1 322 | 1 236 | 1 302 | 1 242 | 1 193 |

| 2021  | 2022  | - | - | - | - | - | - | - |
| ----- | ----- | - | - | - | - | - | - | - |
| 1 121 | 1 089 | - | - | - | - | - | - | - |

#### Pyramide des âges
La population de la commune est relativement jeune.
En 2018, le taux de personnes d'un âge inférieur à 30 ans s'élève à 33,6 %, soit en dessous de la moyenne départementale (37,2 %). À l'inverse, le taux de personnes d'âge supérieur à 60 ans est de 29,8 % la même année, alors qu'il est de 25,6 % au niveau départemental.
En 2018, la commune compte 570 hommes pour 618 femmes, soit un taux de 52,02 % de femmes, légèrement supérieur au taux départemental (51,37 %).
Les pyramides des âges de la commune et du département s'établissent comme suit.
| Hommes | Classe d’âge | Femmes |
| ------ | ------------ | ------ |
| 0,5    | 90 ou +      | 2,1    |
| 9,1    | 75-89 ans    | 12,1   |
| 17,1   | 60-74 ans    | 18,4   |
| 20,6   | 45-59 ans    | 18,5   |
| 18,0   | 30-44 ans    | 16,1   |
| 16,1   | 15-29 ans    | 14,6   |
| 18,5   | 0-14 ans     | 18,2   |

| Hommes | Classe d’âge | Femmes |
| ------ | ------------ | ------ |
| 0,9    | 90 ou +      | 2,1    |
| 7      | 75-89 ans    | 9,5    |
| 16,2   | 60-74 ans    | 16,9   |
| 19,4   | 45-59 ans    | 18,7   |
| 18,2   | 30-44 ans    | 17,5   |
| 18,8   | 15-29 ans    | 17,6   |
| 19,5   | 0-14 ans     | 17,6   |

## Économie
Sur 131 établissements présents sur la commune à fin 2010, 40 % relèvent du secteur de l'agriculture (pour une moyenne de 17 % sur le département), 8 % du secteur de l'industrie, 5 % du secteur de la construction, 39 % de celui du commerce et des services et 8 % du secteur de l'administration et de la santé. Cinq ans plus tard, en 2015, sur les 120 établissements présents, 29 % relèvent du secteur de l'agriculture (pour une moyenne de 11 % sur le département), 8 % du secteur de l'industrie, 5 % de celui de la construction, 48 % du secteur du commerce et des services et 9 % de celui de l'administration et de la santé.

## Culture locale et patrimoine

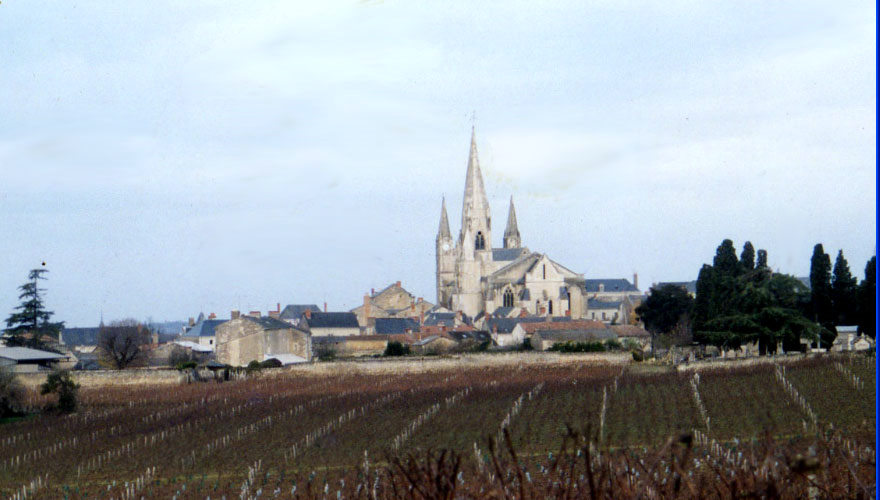
Le village vu du coteau.

### Lieux et monuments
- Chapelle du cimetière XVe siècle[34].
- Ancienne chapelle du couvent des cordelières (grange).
- Château Le Lys à Sanziers (pressoir)[35].
- Église Notre-Dame[36].
- Vestiges de l'enceinte[37].
- Fuie souterraine (petit colombier) à la Hupponnière.
- Maisons XVIe siècle, anciens relais de pèlerins.
- Moulins[38] : Les rives du Thouet sont jalonnées d'anciens moulins et celui du Puy-Notre-Dame, le Moulin de Couchéx, est un ancien moulin à eau à chaussée, qui transformait le blé en farine. Il est détruit au XVIIIe siècle et reconstruit au XIXe siècle en pierre de tufeau et pierre de taille ; sa toiture est en ardoise, matériau utilisé pour la plupart des constructions de la région. Avec son pignon en pointe, ce bâtiment à trois étages ressemble à une étrave de bateau. Ce moulin cesse son activité dans le courant du XXe siècle. La roue à aubes n'existe plus et son mécanisme est dissimulé sous de fausses poutres.
- Souterrains-refuges sous le bourg et à Sanziers.

### Personnalités liées à la commune
- Pierre Quétineau (1756-1794), général des armées de la République, guillotiné à Paris le 27 ventôse an II, y est né.